# Jerrold Meinwald
Jerrold Meinwald (ur. 16 stycznia 1927 w Nowym Jorku, zm. 23 kwietnia 2018 w Ithace) – amerykański chemik i inżynier, laureat National Medal of Science.

## Życiorys
Od 1945 do 1946 roku służył w United States Navy. W 1948 roku ukończył studia chemiczne na University of Chicago, a w latach 1950 i 1952 obronił odpowiednio magisterium i doktorat na Uniwersytecie Harvarda. Po ukończeniu studiów doktorskich został wykładowcą na Uniwersytecie Cornella, był także profesorem wizytującym na Harvard Medical School, Uniwersytecie Kalifornijskim w San Diego i na Uniwersytecie Rockefellera.
Członek American Academy of Arts and Sciences, American Association for the Advancement of Science, American Philosophical Society oraz National Academy of Sciences; od 2005 do 2016 był sekretarzem tej pierwszej organizacji. Oprócz działalności naukowej grał jako flecista. Zmarł 23 kwietnia 2018 roku w Ithace, został pochowany dwa dni później.

## Wybrane nagrody[1][2]
- Tyler Prize (1990)
- Gustavus John Esselen Award (1991)
- Medal Benjamina Franklina w dziedzinie chemii (2013)
- Nagroda Nakanishiego (2014)
- National Medal of Science (2014)

## Życie prywatne
Zamężny z Charlotte Greenspan, z którą miał trzy córki.